# Buffalo Bill i Indianie
Buffalo Bill i Indianie (ang. Buffalo Bill and the Indians, or Sitting Bull's History Lesson) – amerykański western komediowy z 1976 roku. Film nawiązuje do autentycznej biografii rewolwerowca i showmena Buffalo Billa.

## Treść
Buffalo Bill, który niegdyś był rewolwerowcem i myśliwym na Dzikim Zachodzie, obecnie jest właścicielem i gwiazdą objazdowej Rewii z Dzikiego Zachodu, która daje występy przed publicznością. Oprócz niego występują w niej m.in. karciarz i awanturnik Dziki Bill Hickok oraz mistrzyni w strzelaniu Annie Oakley. Buffalo Bill postanawia jednak uświetnić występ zatrudniając w swojej rewii słynnego indiańskiego wodza Siedzącego Byka, pogromcę gen. Custera.

## Obsada
- Paul Newman – Buffalo Bill (William F. Cody)
- Frank Kaquitts – Siedzący Byk
- Burt Lancaster – Ned Buntline
- Shelley Duvall – pani Cleveland
- Will Sampson – William Halsey
- Joel Grey – Nate Salibury
- Kevin McCarthy – Major John Burke
- Allan F. Nicholls – Prentiss Ingraham
- Geraldine Chaplin – Annie Oakley
- John Considine – Frank Butler
- Robert DoQui – Oswald Dart
- Mike E. Kaplan – Jules Keen
- Bert Remsen – Crutch
- Bonnie Leaders – Margaret
- Harvey Keitel – Ed Goodman